# 하뉴정 (사이타마현)
하뉴정(羽生町)은 사이타마현 기타사이타마군에 존재했던 정이다. 현재의 하뉴시 중심부에 해당한다.

## 역사
- 1889년 4월 1일 - 정촌제 시행에 의해 기타사이타마군 하뉴정이 성립하였다.
- 1954년 9월 1일 - 신고 촌, 스카게 촌, 이와세 촌, 가와마타 촌, 이즈미 촌, 데코바야시 촌과 합병해 하뉴시가 성립해, 동일 하뉴정은 폐지되었다.

## 교통

### 철도
- 도부 철도
  - 이세사키 선
- 지치부 철도
  - 지치부 본선

## 참고문헌
- 角川日本地名大辞典 11 埼玉県